# Haiger
Haiger település Németországban, Hessen tartományban. Lakosainak száma 19 596 fő (2023. december 31.). Haiger Dietzhölztal, Eschenburg, Dillenburg, Breitscheid (Hessen) és Netphen községekkel határos.

## Népesség
A település népességének változása:
| Lakosok száma | 19 329 | 19 378 | 19 321 | 19 623 | 19 596 |
|               | 2017   | 2019   | 2021   | 2022   | 2023   |